# Крисько Ярослав Андрійович
Ярослав Андрійович Крисько — український культурний діяч, бандурист, музикант гурту «Хорея Козацька» (старосвітська бандура, барабан, віуела, колісна ліра, лютня Вандерфогель, спів).

## Життєпис
Народився 11 червня 1970 року у Житомирі. Закінчив Львівське музично-педагогічне училище та Львівську Комерційну академію. Брав участь у музичних проєктах «Бенкет Духовний», «De Libertate - Про Свободу», «Пісні Української революції» «Розпростерся, душе моя», «Мойсей».
У 2014 році знімався в українському документальному фільмі «Вільні люди».

## Дискографія
- «Бенкет Духовний» — в складі «Хореї Козацької» (2012)
- «De Libertate» — в складі «Хореї Козацької» (2018)
- «Пісні Української революції» — в складі «Хореї Козацької» (2019)

## Нагороди
- лауреат Національної премії України імені Тараса Шевченка (2023) в складі етно-гурту «Хорея Козацька» — за аудіоальбом «Пісні Української революції» в номінації «музичне мистецтво»[3][4].